# Імені Комекбаєва
імені Комекба́єва (каз. Көмекбаев ат.а.) — село у складі Кармакшинського району Кизилординської області Казахстану. Адміністративний центр Комекбаєвського сільського округу.
У радянські часи село називалось Жанакала.
Населення — 1299 осіб (2021; 1063 у 2009, 1301 у 1999, 2311 у 1989).